# Lynn Redgrave
Lynn Rachel Redgrave (London, 1943. március 8. – Connecticut, 2010. május 2.) kétszeres Golden Globe-díjas angol színésznő, a Brit Birodalom Rendjének tisztje (OBE). 
Legjelentősebb filmjei az Érzelmek tengerében, a Ragyogj! és a Georgy Girl.

## Élete

### Családja
Lynn Redgrave egy színészdinasztia leszármazottja. Apai nagyapja, Roy Redgrave (1873–1922) Ausztráliába ment és némafilmszínészként kereste kenyerét. A feleségét, Margaret Scudamore (1881–1958) színésznőt és fiát, Michael Redgrave-et hátrahagyta Angliában. Michael Redgrave színész és felesége, Rachel Kempson (1910–2003) színésznő házasságából három gyermek született: Vanessa, Corin és Lynn, mindhárman a színészi pályát választották.
Lynn továbbá egykori sógorának tarthatja Tony Richardsont, aki Vanessa első férje volt, ugyanakkor „unokasógorának” Liam Neesont, aki Vanessa lányának, Lynn unokahúgának, Natasha Richardsonnak volt a házastársa. Natasha 2009-ben síbalesetben életét vesztette.

### Karrierje
Miután Lynn Redgrave képzése 1962-ben befejeződött a Londoni Központi Iskolában, a Royal Court Színházban debütált Shakespeare Szentivánéji álom című darabjában. 
A Billy Liar turnéját követve a West Enden is fellépett a Tulip Tree-ben Celia Johnson és John Clements oldalán. Ezután meghívást kapott a Nemzeti Színházba, ahol olyan rendezőkkel dolgozhatott együtt, mint Laurence Olivier, Noël Coward vagy Franco Zeffirelli.
A színház mellett a filmes karrierje is beindult, első szerepét a Tom Jones című életrajzi filmben kapta, ezt követte a Girl with Green Eyes és a Deadly Affair. 1966-ban Golden Globe-díjat kapott a Georgy Girlben nyújtott alakításáért, valamint Oscar-díjra is jelölték. 1967-ben debütált a Broadwayn a Black Comedy című színdarabban a főszerepben Geraldine Page-dzsel és Michael Crawforddal, emellett Londonban is színészkedett a Slag, a Two of Us és a Tegnap született című darabokban.
1974-ben Tony-díjra jelölték a George Bernard Shaw által írt Warrenné mestersége című színdarabban nyújtott alakításáért Ruth Gordonnal a főszerepben. 1985-től Rex Harrison, Claudette Colbert és Jeremy Brett mellett volt látható az Aren't We All? című színjátékban, majd Mary Tyler Moore társa volt a Sweet Sue-ban. Testvérével, Vanessával a Három nővér Olgáját és Masháját játszották a Királynő Színházában, valamint televízióban is szerepeltek egymás mellett a Mi történt Baby Jane-nél? egy újabb feldolgozásában.
A kilencvenes években Redgrave újabb sikereket ért el a filmiparban a Ragyogj! és az Érzelmek tengerében című filmekben, utóbbiért újabb Golden Globe-bal gazdagodva. Kései éveiben színdarabokat írt és rendezett, amelyek többnyire önéletrajzi ihletésűek voltak. 
2002-ben Erzsébet királynő a Brit Birodalom Rendjének tiszti fokozatával (OBE) tüntette ki.
Mellrákban hunyt el 2010-ben.

### Magánélete
Redgrave 1967-ben férjhez ment John Clark színészhez, akitől három gyermeke született, Benjamin (1968), Kelly (1970) és Annabel (1981). A házasfelek 2000-ben elváltak, miután kiderült, hogy Clarknak házasságon kívüli gyermeke született a titkárnőjétől.

## Filmográfia

### Film
| Év   | Magyar cím                                                | Eredeti cím                                                               | Szerep                              | Magyar hang                             |
| ---- | --------------------------------------------------------- | ------------------------------------------------------------------------- | ----------------------------------- | --------------------------------------- |
| 1960 |                                                           | Shoot to Kill                                                             | ismeretlen szerep                   |                                         |
| 1963 | Tom Jones                                                 | Tom Jones                                                                 | Susan                               | Huszárik Kata (3. magyar változat)      |
| 1964 |                                                           | Girl with Green Eyes                                                      | Baba Brennan                        |                                         |
| 1966 | A Georgy lány                                             | Georgy Girl                                                               | Georgy                              |                                         |
| 1966 | Családi ügy                                               | The Family Way                                                            | ismeretlen szerep                   |                                         |
| 1967 | Ébresztő a halottnak                                      | The Deadly Affair                                                         | szűz                                |                                         |
| 1967 |                                                           | Smashing Time                                                             | Yvonne                              |                                         |
| 1969 |                                                           | The Virgin Soldiers                                                       | Phillipa Raskin                     |                                         |
| 1970 | Vérrokonok                                                | Last of the Mobile Hot Shots                                              | Myrtle Kane                         |                                         |
| 1971 | Kötél és arany                                            | Viva la muerte... tua!                                                    | Mary O'Donnell                      | Götz Anna                               |
| 1972 |                                                           | Every Little Crook and Nanny                                              | Miss Poole                          |                                         |
| 1972 | Amit tudni akarsz a szexről – de sosem merted megkérdezni | Everything You Always Wanted to Know About Sex* (*But Were Afraid to Ask) | a királynő                          | Menszátor Magdolna (1. magyar változat) |
| 1973 |                                                           | The National Health                                                       | Sweet nővér / Betty Martin nővér    |                                         |
| 1975 |                                                           | The Happy Hooker                                                          | Xaviera Hollander                   |                                         |
| 1975 |                                                           | Daft As a Brush                                                           | Josie                               |                                         |
| 1976 | A nagy busz                                               | The Big Bus                                                               | Camille Levy                        | Prókai Annamária                        |
| 1979 |                                                           | Beggarman, Thief                                                          | Kate Jordache                       |                                         |
| 1980 | Szexis hétvége                                            | Les séducteurs                                                            | Lady Davina                         |                                         |
| 1987 |                                                           | Walking on Air                                                            | Mrs. Hepp                           |                                         |
| 1987 |                                                           | Morgan Stewart's Coming Home                                              | Nancy Stewart                       |                                         |
| 1989 | Keresem az utam                                           | Getting It Right                                                          | Joan                                | Hirling Judit                           |
| 1989 |                                                           | Midnight                                                                  | Midnight                            |                                         |
| 1996 | Ragyogj!                                                  | Shine                                                                     | Gillian                             | Zsurzs Kati                             |
| 1998 | Érzelmek tengerében                                       | Gods and Monsters                                                         | Hanna                               | Bókai Mária                             |
| 1998 | Lázadj!                                                   | The Hairy Bird                                                            | Miss McVane                         | Halász Aranka                           |
| 1999 | Megérintve                                                | Touched                                                                   | Carrie                              |                                         |
| 1999 |                                                           | The Annihilation of Fish                                                  | Poinsettia                          |                                         |
| 2000 |                                                           | The Simian Line                                                           | Katharine                           |                                         |
| 2000 | A második legjobb dolog                                   | The Next Best Thing                                                       | Helen Whittaker                     | Tordai Teri                             |
| 2000 |                                                           | Deeply                                                                    | Celia                               |                                         |
| 2000 | Hogyan öljük meg a szomszéd kutyáját                      | How to Kill Your Neighbor's Dog                                           | Edna                                |                                         |
| 2000 | Óz virága és a gyáva oroszlán                             | Lion of Oz                                                                | a gonosz keleti boszorkány (hangja) |                                         |
| 2001 | Vénusz és Mars                                            | Venus and Mars                                                            | Emily Vogel                         |                                         |
| 2001 |                                                           | My Kingdom                                                                | Mandy                               |                                         |
| 2002 | Pók                                                       | Spider                                                                    | Mrs. Wilkinson                      | Földi Teri                              |
| 2002 | Feltétlen szeretet                                        | Unconditional Love                                                        | Nola Fox                            | Tóth Judit                              |
| 2002 | A Thornberry család – A mozifilm                          | The Wild Thornberrys Movie                                                | Cordelia Thornberry (hangja)        |                                         |
| 2002 |                                                           | Hansel & Gretel                                                           | boszorkány                          |                                         |
| 2002 | Anita és én                                               | Anita and Me                                                              | Mrs. Ormerod                        |                                         |
| 2003 |                                                           | Charlie's War                                                             | Lewis nagymama                      |                                         |
| 2003 | Pán Péter                                                 | Peter Pan                                                                 | Millicent néni                      | Borbás Gabi                             |
| 2004 | Kinsey                                                    | Kinsey                                                                    | utolsó interjúalany                 | Rácz Kati                               |
| 2005 | A fehér grófnő                                            | The White Countess                                                        | Olga Belinskya                      | Szabó Éve                               |
| 2007 | A Jane Austen könyvklub                                   | The Jane Austen Book Club                                                 | Sky mama                            | Illyés Mari                             |
| 2009 | Egy boltkóros naplója                                     | Confessions of a Shopaholic                                               | részeg nő a bálban                  | Kassai Ilona                            |
| 2009 | Kutyám, Tulipán                                           | My Dog Tulip                                                              | Nancy (hangja)                      |                                         |

### Televízió

#### Tévéfilm
| Év   | Magyar cím                      | Eredeti cím                                    | Szerep                 | Magyar hang        |
| ---- | ------------------------------- | ---------------------------------------------- | ---------------------- | ------------------ |
| 1965 |                                 | Sunday Out of Season                           | Elaine                 |                    |
| 1974 |                                 | The Turn of the Screw                          | Miss Jane Cubberly     |                    |
| 1979 |                                 | Disco Beaver from Outer Space                  | Dr. Van Helsing        |                    |
| 1979 |                                 | Sooner or Later                                | a tanárnő              |                    |
| 1980 |                                 | Gauguin the Savage                             | Mette Gad              |                    |
| 1980 |                                 | The Seduction of Miss Leona                    | Miss Leona de Vose     |                    |
| 1982 | Egy gyilkosság főpróbája        | Rehearsal for Murder                           | Monica Welles          |                    |
| 1984 |                                 | Antony and Cleopatra                           | Kleopátra              |                    |
| 1985 |                                 | The Bad Seed                                   | Monica Breedlove       |                    |
| 1986 |                                 | My Two Loves                                   | Marjorie Lloyd         |                    |
| 1988 | Az egér és a kántor             | Silent Mouse                                   | narrátor               | Földi Teri         |
| 1990 | A nagy amerikai szexbotrány     | The Great American Sex Scandal                 | Abby Greyhouwsky       | Kovács Nóra        |
| 1991 | Mi történt Baby Jane-nel?       | What Ever Happened to Baby Jane?               | Jane Hudson            | Moór Marianna      |
| 1997 | Fogtündér                       | Toothless                                      | Rogers                 |                    |
| 1997 |                                 | Indefensible: The Truth About Edward Brannigan | Monica Brannigan       |                    |
| 1998 | Hazugság, fehér igazság         | White Lies                                     | Inga Kolneder          |                    |
| 1999 |                                 | Different                                      | Amanda Talmadge        |                    |
| 1999 | Csodák ideje                    | A Season for Miracles                          | Nancy Jakes bírónő     | Menszátor Magdolna |
| 2000 | Varian háborúja: Dupla kockázat | Varian's War                                   | Alma Werfel-Mahler     | Fodor Zsóka        |
| 2002 | Egymásra utalva                 | My Sister's Keeper                             | Helen Margaret Chapman |                    |
| 2007 |                                 | Nurses (rövidfilm)                             | Peggy Rice             |                    |

#### Sorozat
| Év        | Magyar cím                       | Eredeti cím                   | Szerep                      | Megjegyzések                               |
| --------- | -------------------------------- | ----------------------------- | --------------------------- | ------------------------------------------ |
| 1963–1967 |                                  | Armchair Theatre              | Anetta                      | 1 epizód (S4E73, 1963)                     |
| 1963–1967 | Polly Barlow                     | Armchair Theatre              | 1 epizód (S6E15, 1966)      |                                            |
| 1963–1967 | Caroline                         | Armchair Theatre              | 1 epizód (S7E03, 1967)      |                                            |
| 1963–1967 | Ivy Toft                         | Armchair Theatre              | 1 epizód (S7E12, 1967)      |                                            |
| 1966      |                                  | Comedy Playhouse              | Sheila                      | 1 epizód (S5E06)                           |
| 1966      |                                  | Conflict                      | Polly Eccles                | 1 epizód (E10)                             |
| 1966–1968 |                                  | Love Story                    | Rosemarie                   | 1 epizód (S4E06, 1966)                     |
| 1966–1968 | Mary Downey                      | Love Story                    | 1 epizód (S6E01, 1968)      |                                            |
| 1969      |                                  | A Touch of Venus              | Carole                      | 1 epizód (S2E06)                           |
| 1971–1973 |                                  | BBC Play of the Month         | Helena                      | 1 epizód (S7E01, 1971)                     |
| 1971–1973 | Eliza Doolittle                  | BBC Play of the Month         | 1 epizód (S9E04, 1973)      |                                            |
| 1972      |                                  | The ABC Comedy Hour           | ismeretlen szerep           | 1 epizód (S1E08)                           |
| 1973      |                                  | ABC Afterschool Specials      | több szerep                 | 1 epizód (S1E04)                           |
| 1974      |                                  | Vienna 1900                   | Berta Garlan                | 1 epizód (E06)                             |
| 1976      | Kojak                            | Kojak                         | Claire                      | 1 epizód (S4E07)                           |
| 1978–1979 |                                  | Centennial                    | Charlotte Buckland Seccombe | minisorozat (12 epizód)                    |
| 1979–1981 |                                  | House Calls                   | Ann Anderson                | 41 epizód                                  |
| 1982      |                                  | CBS Afternoon Playhouse       | Sarah Cotter                | 1 epizód (S4E03)                           |
| 1982      | Szerelemhajó                     | The Love Boat                 | Patti White                 | 1 epizód (S6E03)                           |
| 1982–1983 |                                  | Teachers Only                 | Diana Swanson               | 21 epizód                                  |
| 1982–1984 |                                  | Fantasy Island                | Jean Harrigan               | 1 epizód (S6E05, 1982)                     |
| 1982–1984 | Kristen Robbins                  | Fantasy Island                | 1 epizód (S7E12, 1984)      |                                            |
| 1983–1986 | Hotel                            | Hotel                         | Carly Knight                | 1 epizód (S1E05, 1983)                     |
| 1983–1986 | Hotel                            | Hotel                         | Audrey Beck                 | 1 epizód (S4E09, 1986)                     |
| 1984      |                                  | The Fainthearted Feminist     | Martha                      | 1 epizód (S1E01)                           |
| 1984      | Gyilkos sorok                    | Murder, She Wrote             | Abby Benton Freestone       | 1 epizód (S1E04) magyar hangja: Orosz Anna |
| 1988      |                                  | Screenplay                    | a nő                        | 1 epizód (S3E02)                           |
| 1988      |                                  | Great Performances            | 'Bill' Shannon              | 1 epizód                                   |
| 1989      |                                  | Screen Two                    | Pauline Williams            | 1 epizód (S5E01)                           |
| 1989      |                                  | Chicken Soup                  | Maddie Pierce               | 12 epizód                                  |
| 1994      |                                  | Calling the Shots             | Maggie Donnelly             | 2 epizód (S1E01 és E02)                    |
| 1997      |                                  | The Wonderful World of Disney | Rogers                      | 1 epizód (S1E02)                           |
| 1998–2001 | Vágyrajárók                      | Rude Awakening                | Trudy Frank                 | főszereplő (55 epizód)                     |
| 1999      | A dadus                          | The Nanny                     | önmaga                      | 1 epizód (S6E13)                           |
| 2003      | A Thornberry család              | The Wild Thornberrys          | Cordelia (hangja)           | 2 epizód (S5E05 és E06)                    |
| 2006–2007 | Én, Eloise                       | Eloise: The Animated Series   | dadus (hangja)              | 6 epizód                                   |
| 2007      | Született feleségek              | Desperate Housewives          | Dahlia Hainsworth           | 1 epizód (S3E17)                           |
| 2009      | Esküdt ellenségek: Bűnös szándék | Law & Order: Criminal Intent  | Emily Huntford              | 1 epizód (S8E07)                           |
| 2009      | Ki ez a lány?                    | Ugly Betty                    | Olivia Guillemette          | 1 epizód (S4E01)                           |

## Színházi szerepek
| Év        | Színdarab                                    | Szerep                   | Színház                                                                                                   |
| --------- | -------------------------------------------- | ------------------------ | --- |
| 1962      | Szentivánéji álom                            | Helena                   | Royal Court Theatre, London                                                                               |
| 1962      | A velencei kalmár                            | Portia                   | Dundee Repertory Theatre, Dundee                                                                          |
| 1962      | Rookery Nook                                 | ?                        | Dundee Repertory Theatre, Dundee                                                                          |
| 1962      | Billy Liar                                   | Barbara                  | turné az Egyesült Királyságban                                                                            |
| 1962      | The Tulip Tree                               | ?                        | Theatre Royal, Haymarket, London és turné az Egyesült Királyságban                                        |
| 1963      | Hamlet, dán királyfi                         | udvarhölgy               | National Theatre, London                                                                                  |
| 1963      | Szent Johanna                                | udvarhölgy               | National Theatre, London                                                                                  |
| 1963      | The Recruiting Officer                       | Rose                     | National Theatre, London                                                                                  |
| 1964      | Solness építőmester                          | szolgálólány             | National Theatre, London                                                                                  |
| 1964      | Andorra                                      | Barblin                  | National Theatre, London                                                                                  |
| 1964      | Játék                                        | Rosemary Harris beugrója | National Theatre, London                                                                                  |
| 1964      | Hay Fever                                    | Jackie                   | National Theatre, London                                                                                  |
| 1964      | Sok hűhó semmiért                            | Margaret                 | National Theatre, London                                                                                  |
| 1965–1966 | Kurázsi mama és gyermekei                    | Kattrin                  | National Theatre, London                                                                                  |
| 1965–1966 | Love for Love                                | Miss Pru                 | National Theatre, Moszkva, Berlin és London                                                               |
| 1967      | Black Comedy                                 | Carol                    | Ethel Barrymore Theatre, New York                                                                         |
| 1969      | Zoo, Zoo, Widershins Zoo                     | ?                        | Edinburgh-i fesztivál és turné az Egyesült Királyságban                                                   |
| 1970      | Slag                                         | ?                        | Royal Court Theatre, London                                                                               |
| 1971      | The Two of Us                                | ?                        | Garrick Theatre, London                                                                                   |
| 1972      | A Better Place                               | ?                        | Gate Theatre, Dublin                                                                                      |
| 1973      | Tegnap született                             | Billie Dawn              | Greenwich Theatre, London                                                                                 |
| 1974–1975 | My Fat Friend                                | Vicky                    | Brooks Atkinson Theatre, New York és turné                                                                |
| 1975      | The Two of Us                                | ?                        | turné az Egyesült Államokban                                                                              |
| 1975      | Knock Knock                                  | Joan                     | Biltmore Theatre, New York                                                                                |
| 1976      | Warrenné mestersége                          | Vivie Warren             | Vivan Beaumont Theatre, New York                                                                          |
| 1976      | Vízkereszt, vagy amit akartok                | Viola                    | Stratford, Connecticut                                                                                    |
| 1976      | Misalliance                                  | Hypatia                  | Lake Forest, Chicago                                                                                      |
| 1976      | Hellzapoppin'                                | ?                        | turné |
| 1977      | Szent Johanna                                | Szent Johanna            | Goodman Theater, New York                                                                                 |
| 1977      | Kaliforniai lakosztály                       | több szerep              | amerikai turné                                                                                            |
| 1981      | Thursday's Girls                             | Sonia                    | Coronet Theater, Los Angeles                                                                              |
| 1982–1984 | A király és én                               | Anna                     | St. Louis Muni, St. Louis                                                                                 |
| 1982–1984 | Sister Mary Ignatius Explains It All for You | Mary nővér               | LA Stage Company: Las Palmas Theatre, Los Angeles Westside Arts, New York Marines Memorial, San Francisco |
| 1985      | Aren't We All?                               | Mrs Margot Tatham        | New York                                                                                                  |
| 1986      | Sweet Sue                                    | Susan                    | Music Box & Royale, New York                                                                              |
| 1988      | Veszedelmes viszonyok                        | Merteuil                 | Ahmanson Theater, Los Angeles                                                                             |
| 1989      | Szerelmes levelek                            | Melissa Gardner          | New York, San Francisco, LA, Santa Barbara                                                                |
| 1990      | Cseresznyéskert                              | Madame Ranevska          | La Jolla Playhouse, San Diego                                                                             |
| 1990      | Három nővér                                  | Masha                    | Queen's Theatre, London                                                                                   |
| 1991      | Don Juan in Hell                             | Donna Ana                | Henry Ford Theater, Hollywood                                                                             |
| 1991      | A Little Hotel on The Side                   | Angelique Pinglet        | Tony Randall's National Actors Theatre, New York                                                          |
| 1992      | Solness építőmester                          | Mrs. Solness             | Tony Randall's National Actors Theatre, New York                                                          |
| 1993–1994 | Shakespeare for My Father                    | előadó                   | |
| 1996      | Moon Over Buffalo                            | Charlotte Hay            | Martin Beck, New York                                                                                     |
| 1996      | Shakespeare for My Father                    | előadó                   | |
| 1996      | The Notebook of Trigorin                     | Arkadina                 | Playhouse in the Park Cincinnati                                                                          |
| 1998      | Strike Up the Band                           | Mrs. Draper              | City Center, New York                                                                                     |
| 2001      | The Mandrake Root                            | Rose                     | Long Wharf Theatre, New Haven                                                                             |
| 2001      | Noises Off                                   | Dotty Otley/Mrs Clackett | Piccadilly Theatre, London                                                                                |
| 2002      | The Mandrake Root                            | Rose                     | San Jose Repertory Theatre                                                                                |
| 2002      | Company                                      | Joanne                   | The Kennedy Center, Washington                                                                            |
| 2003      | Talking Heads                                | Mrs Fozzard              | Minnetta Lane Theatre, New York                                                                           |
| 2003-2004 | The Exonerated                               | Sunny Jacobs             | turné |
| 2004      | Collected Stories                            | Ruth Steiner             | The Baby Grand Wilmington, Delaware                                                                       |
| 2005      | Sisters of the Garden                        | ?                        | |
| 2005      | The Constant Wife                            | Mrs Culver               | American Airlines Theatre, New York                                                                       |
| 2006      | The Importance of Being Earnest              | ?                        | Ahmanson Theatre, Los Angeles                                                                             |
| 2006      | Nightingale                                  | ?                        | Mark Taper Forum, Los Angeles                                                                             |
| 2007      | Nightingale                                  | ?                        | New York Hartford Stage, Hartford                                                                         |
| 2008      | Grace                                        | ?                        | MCC Theatre, The Lucille Lortel Theatre, New York                                                         |
| 2009      | The Importance of Being Earnest              | ?                        | Papermill Playhouse, Milburn                                                                              |
| 2009      | Rachel & Juliet                              | ?                        | Folger Theatre, Washington                                                                                |
| 2009      | Nightingale                                  | ?                        | New York City Center, Stage 1                                                                             |
| 2010      | Rachel & Juliet                              | ?                        | The Invisible Theatre, Tucson                                                                             |

## Művei
Redgrave kései éveiben rendezett és színdarabokat is írt.
- Shakespeare for My Father
- The Mandrake Root
- Nightingale
- Rachel & Juliet

## Fontosabb díjak és jelölések
| Film                                  | Díj                     | Kategória                                             | Eredmény |
| ------------------------------------- | ----------------------- | ----------------------------------------------------- | -------- |
| Girl with Green Eyes                  | BAFTA-díj               | legígéretesebb elsőfilmes főszereplő                  | Jelölve  |
| Georgy Girl                           | BAFTA-díj               | Legjobb brit színésznő                                | Jelölve  |
| Georgy Girl                           | Golden Globe-díj        | Legjobb új női előadó                                 | Jelölve  |
| Georgy Girl                           | Golden Globe-díj        | Legjobb női főszereplő                                | Elnyerte |
| Georgy Girl                           | Oscar-díj               | Legjobb női főszereplő                                | Jelölve  |
| House Calls                           | Primetime Emmy-díj      | Legjobb női főszereplő (vígjátéksorozat)              | Jelölve  |
| House Calls                           | Golden Globe-díj        | Legjobb női főszereplő (musical vagy vígjátéksorozat) | Jelölve  |
| CBS Afternoon Playhouse: The Shooting | Daytime Emmy-díj        | Legjobb előadó gyermekműsorban                        | Jelölve  |
| Ragyogj!                              | BAFTA-díj               | Legjobb női mellékszereplő                            | Jelölve  |
| Ragyogj!                              | Screen Actors Guild-díj | Legjobb szereplőgárda (mozifilm)                      | Jelölve  |
| Érzelmek tengerében                   | BAFTA-díj               | Legjobb női mellékszereplő                            | Jelölve  |
| Érzelmek tengerében                   | Golden Globe-díj        | Legjobb női mellékszereplő                            | Elnyerte |
| Érzelmek tengerében                   | Oscar-díj               | Legjobb női mellékszereplő                            | Jelölve  |
| Érzelmek tengerében                   | Screen Actors Guild-díj | Legjobb női mellékszereplő                            | Jelölve  |